# Cleveland Lumberjacks
Die Cleveland Lumberjacks sind eine ehemalige Eishockeymannschaft die in der International Hockey League aktiv war. Der Klub wurde 1992 gegründet und im Jahr 2001 aufgelöst. Die Vereinsfarben sind blau, gold und schwarz. Ihre Heimspiele trugen die Lumberjacks zwischen 1992 und 1994 im Coliseum at Richfield und ab 1994 in der 20.000 Zuschauer fassenden Gund Arena in Cleveland aus.

## Geschichte
Als die Muskegon Lumberjacks 1992 nach Cleveland umzogen, wurden die Cleveland Lumberjacks gegründet, die fortan in der International Hockey League spielten. In der ersten Saison in der IHL erreichten die Lumberjacks die erste Runde der Play-offs, welche allerdings verloren ging. Nachdem die Qualifikation für die Play-offs in der Saison 1993/94 nicht erreicht worden war, konnte in den Spielzeiten 1994/95 sowie 1995/96 nur die erste Runde erreicht werden. Im Jahr 1997 feierte der Klub den größten Erfolg in der neunjährigen Vereinsgeschichte, als die Lumberjacks bis in die dritte Play-off-Runde kamen. Im Sommer 2001 wurden die Cleveland Lumberjacks aufgelöst.

## Vereinsrekorde

### Saisonrekorde
|                     | Name           | Anzahl |
| Meiste Tore         | Dave Michayluk | 48     |
| Meiste Vorlagen     | Jock Callander | 70     |
| Meiste Punkte       | Dave Michayluk | 112    |
| Meiste Strafminuten | Paul Laus      | 427    |

### Karriererekorde
|                     | Name           | Anzahl |
| Meiste Tore         | Jock Callander | 181    |
| Meiste Vorlagen     | Jock Callander | 279    |
| Meiste Punkte       | Jock Callander | 460    |
| Meiste Strafminuten | Rick Hayward   | 948    |

## Bekannte Spieler
- Chris Armstrong
- Serge Aubin
- Steve Bancroft
- Len Barrie
- Jesse Bélanger
- Drake Berehowsky
- Sven Butenschön
- Jock Callander
- Jean-Pierre Dumont
- Paul Dyck
- Rick Girard
- Chris Herperger
- Jamie Heward
- Ladislav Karabin
- Petr Klíma
- Ryan Kraft
- Pavel Kubina
- Marc Lamothe
- Daymond Langkow
- Cory Larose
- Dave McLlwain
- Shawn McNeil
- Dave Michayluk
- Jewgeni Nabokow
- Markus Näslund
- Mike Needham
- Éric Perrin
- David Quinn
- Alexander Seliwanow
- Martin St. Louis
- Nick Schultz
- Martin Straka
- Petr Sýkora
- Sean Tallaire
- Marty Wilford